# Puppy Love – Hunde zum Verlieben
Puppy Love – Hunde zum Verlieben (Originaltitel Puppy Love) ist ein US-amerikanischer Spielfilm aus dem Jahr 2023 mit Lucy Hale und Grant Gustin, der unter der Regie von Nick Fabiano und Richard Alan Reid entstand. Auf Amazon Freevee wurde die romantische Komödie am 18. August 2023 veröffentlicht. Die deutschsprachige Fassung wurde am 22. April 2024 auf Amazon Prime Video veröffentlicht.

## Handlung
Der introvertierte Max Stevenson ist in der IT-Branche tätig. Er leidet unter sozialen Ängsten und arbeitet daher häufig von zu Hause. Seine Therapeutin schlägt vor, dass er sich einen Hund anschafft, um besser mit Menschen zu interagieren. Max adoptiert einen Cavalier King Charles Spaniel aus dem Tierheim und nennt sie Chloe.
Nicole Matthews ist als Home Stagerin tätig. Bei einem Essen bei ihrer Mutter Diane eröffnet ihre Schwester, dass sie mit dem Briten Alistair verlobt ist. Diane hatte ihrer jüngeren Tochter ihren Verlobungsring geschenkt, weil sie die Hoffnung mittlerweile aufgegeben hat, dass Nicole heiraten wird. Während Nicole stolz von ihrer Beförderung zur Head Stagerin berichtet, machte ihre Mutter deren Job gegenüber Alistair herunter. Als Nicole nachts nach Hause kehrt, findet sie einen Streuner beim Müllcontainer, nimmt ihn bei sich auf und gibt ihm den Namen Channing Tatum. Am nächsten Tag bringt sie ihn zunächst zum Tierarzt und beschließt, den Besitzer ausfindig zu machen.
Nicole und Max registrieren sich auf Bumble und wählen sich aufgrund ihrer Hundebilder aus. Das erste Treffen im Park endet in einem Streit, die beiden vereinbaren, sich nicht mehr zu sehen. Allerdings findet Max später heraus, dass Chloe von Channing schwanger ist. Max und Chloe vereinbaren daher gemeinsame Spieltermine mit den beiden Hunden. Nachdem Nicoles Vermieter sie darauf hinweist, dass in ihrer Wohnung keine Hunde erlaubt sind, bringt sie Channing zu Max. Weil Channing Nicole vermisst, zieht auch Nicole bei Max ein.
Als Max seine Wohnung mit zahlreichen Gegenständen von Nicole vorfindet, verfällt er in Panik und ergreift die Flucht. Ein Spaziergang beruhigt ihn, nach seiner Rückkehr erzählt er Nicole von seiner Zwangsstörung und seiner Ex-Freundin, die ihn betrogen hatte. Ihr Verständnis und Mitgefühl veranlassen Max zu einem spontanen Kuss.
In der Folge verbringen Max und Nicole mehr Zeit miteinander, besuchen gemeinsam Hundekurse und kommen sich näher. Eines Abends lädt Nicole Max ein, mit ihr auszugehen. Er lehnt allerdings ab, weil er schon andere Pläne habe. Nicole trifft sich daraufhin mit ihrer Freundin. In einer Bar treffen die beiden auf Hunter, einen Kunden von Nicole. Nach durchfeierter Nacht kehrt Nicole mit Hunter in die Wohnung von Max zurück, wo Max den angeheiterten Hunter hinausschmeißt. In der Folge kommt es auch zum Streit zwischen Max und Nicole. Einige Tage später söhnen sich die beiden wieder aus, nachdem sie sich gegenseitig vermissen.
Gemeinsam fahren sie zu Nicoles Vorstellungsgespräch an einer Kunsthochschule, allerdings setzen auf dem Weg dorthin bei Chloe die Wehen ein. Nach einer gemeinsamen Liebesnacht von Max und Nicole erfährt sie, dass sie in das Kunstprogramm aufgenommen wurde, obwohl sie das Interview nicht absolviert hatte. Max hatte ihre Unterlagen und ihr Portfolio ohne ihr Wissen elektronisch eingereicht. Nicole und Max beschließen zusammenzubleiben und feiern mit Familie und Freunden eine Party.

## Besetzung und Synchronisation
Die deutschsprachige Synchronisation übernahm die SPEEECH Audiolingual Labs. Dialogregie führte Joachim Kretzer, der auch das Dialogbuch schrieb.
| Rolle            | Darsteller        | Synchronsprecher     |
| ---------------- | ----------------- | -------------------- |
| Diane Matthews   | Jane Seymour      | Susanne von Medvey   |
| Dr. Hert         | Michael Hitchcock | Joachim Kretzer      |
| Dr. Kane         | Nimet Kanji       | Harriet Kracht       |
| Harper           | Corey Woods       | Sarah Förster        |
| Hunter Fosterini | Alessandro Miro   | Daniel Völz          |
| Lorraine         | Rachel Risen      | Patricia Strasburger |
| Max Stevenson    | Grant Gustin      | Julius Jellinek      |
| Nicole Matthew   | Lucy Hale         | Esra Vural           |
| Shay             | Christine Lee     | Lea Kalbhenn         |
| Sid              | Nore Davis        | Sam Bauer            |

## Produktion und Hintergrund
Der Film wurde von BuzzFeed, Amazon Studios, Lionsgate, CR8IV DNA und Garlin Pictures produziert, als Produzenten fungierten Michael Philip, Jason Moring, Dan Katt und Dan Scheinkman. Dreharbeiten fanden im Sommer 2022 in Kanada statt.
Die Kamera führte Stephen Chandler Whitehead, die Musik schrieb Ian Livingstone und die Montage verantworteten Lauren Nicolette-Stewart und Suzanne Spangler. Das Production-Design gestaltete Olga Devuyst und das Kostümdesign Olga Barsky. Der Film wurde von der BuzzFeed-Serie Puppyhood (2015) inspiriert.

## Musik
- Diggin’ This Right Here – Tha Anthom, Mike B[8]
- Concertina – Anthony DiMito
- May Flowers – Anthony DiMito
- Toe to Toe (Trailer Music) – Julius Block
- Nocturne in EB Played Softly – Frédéric Chopin
- Adderall Humming – Mark McAdam
- I Can’t Go Now (feat. Keith Masters) – Sarah Leichtenberg
- Rapunzel – Athena Marie Byrne, Mat Dauzat
- Inferno – Excessum
- Guiding Light – The State Fair

## Rezeption

### Kritiken
Am 1. Mai 2025 waren 7 von 16 bei Rotten Tomatoes aufgeführte Kritiken positiv.
Filmdienst.de bezeichnete den Film als vorhersehbare romantische Komödie, zwischen trivialen Klischees und hölzern präsentierten Anzüglichkeiten, die kaum Unterhaltungswert besitzen. Lediglich die tierischen und in Ansätzen die menschlichen Hauptdarsteller sorgten für einige gelungene Momente.
Oliver Armknecht bewertete die Produktion auf film-rezensionen.de mit vier von zehn Punkten, diese versuche nicht einmal, eine eigene Geschichte zu erzählen. Da auch Humor und Figurenzeichnung nicht viel taugten, könne man sich die Liebeskomödie getrost sparen.

### Abrufe
In den deutschen Prime-Video-Charts der Woche 12. bis 19. April 2024 stieg der Film auf Platz drei hinter Land of Bad und Ticket ins Paradies ein.